# Ola i jej zoo
Ola i jej zoo (ang. Willa’s Wild Life, 2008-2013) – serial animowany produkcji kanadyjsko-francuskiej z 2008 roku. Od 1 czerwca 2009 emitowany jest na kanale MiniMini, a od października 2014 roku także z udogodnieniem dla dzieci niesłyszących i słabosłyszących.

## Opis fabuły
Dziewięcioletnia Ola dzięki swojemu tacie oraz zwierzakom radzi sobie w codziennym życiu, pokonując wszelkie trudności i problemy, zdobywając nowe umiejętności, doskonale się przy tym bawiąc.

## Bohaterowie
- Ola (ang. Willa) – mała dziewięcioletnia dziewczynka kochająca zwierzęta.
- Gustaw (ang. Gus) – aligator Oli. Bardzo lubi jeść, zwłaszcza buty.
- Samuel (ang. Samuel) – wielbłąd Oli. Ola codziennie jeździ na nim do szkoły.
- Koko (ang. KoKo) – kangurzyca Oli.
- Stefek i Stefcia (ang. Steve and Edie) – foki Oli. Uwielbiają tańczyć i śpiewać.
- Leoś i Teosia (ang. Lou and Tiny) – słonie Oli.
- Walery (ang. Wallace) – mors Oli.
- Albert (ang. Bert) – niedźwiedź Oli. Jest wiecznie zmęczony.
- Wacław, Zdzisław, Czesław (ang. Inky, Blinky, and Bob) – pingwiny Oli. Ten ostatni nie potrafi mówić, a jedynie wydaje odgłosy podobne do klaksonu.
- Ksenia (ang. Jenny) – żyrafa Oli. Jest najmądrzejsza i najdojrzalsza ze wszystkich zwierząt.
- Julek (ang. Dooley) – przyjaciel Oli. Mieszka w domu obok. Nosi okulary.
- Pan Tremble (ang. Mr. Tremble) – nauczyciel Oli i Julka. Często gubi swój tupecik.
- Sara, Klara i Lara (ang. Sara, Kara, and Lara) – koleżanki z klasy, dokuczające Oli i Julkowi. Pochodzą z bogatych rodzin i uważają się za lepsze od innych.

## Wersja polska
Wersja polska: na zlecenie MiniMini – Studio Publishing

Dialogi: Małgorzata Kochańska

Reżyseria: Tomasz Grochoczyński

Dźwięk i montaż: Jacek Kacperek

Kierownictwo produkcji: Aneta Staniszewska (pomylono z kierownikiem produkcji Miry Ornatowskiej)
 Wystąpili: 
- Agnieszka Kunikowska – Ola
- Leszek Zduń – Tata
- Wojciech Kołakowski – Julek
- Brygida Turowska –
  - Teosia,
  - Panna Wanderwinkel
- Krzysztof Zakrzewski –
  - Gustaw,
  - Wacław
- Ryszard Olesiński –
  - Zdzisław,
  - Walery
- Jolanta Wołłejko –
  - Ksenia,
  - Sara
- Iwona Rulewicz –
  - Koko,
  - Klara
- Klaudiusz Kaufmann – Stefek
- Anna Apostolakis –
  - Stefcia,
  - Lara
- Piotr Rzymyszkiewicz – Leoś

i inni
Lektor tytułu odcinka i tyłówki: Mariusz Siudziński

## Spis odcinków
| Premiera odcinka | N/o | Polski tytuł                     | Angielski tytuł                  |
| ---------------- | --- | -------------------------------- | -------------------------------- |
|                  |     |                                  |                                  |
| SERIA PIERWSZA   |     |                                  |                                  |
|                  |     |                                  |                                  |
| 01.06.2009       | 01  | Dzień taty Oli                   | Happy Willa's Dads Day           |
| 01.06.2009       | 01  | Opowieść o frotce                | Willa's Wild Pony Tale           |
|                  |     |                                  |                                  |
| 02.06.2009       | 02  | Kto się boi doktora?             | Who's afraid of the Big Bad Vet? |
| 02.06.2009       | 02  | Wysyłka do Hong Kongu            | Long Gone to Hong Kong           |
|                  |     |                                  |                                  |
| 03.06.2009       | 03  | Pierwsze samodzielne zakupy      | Willa's Wild Walk                |
| 03.06.2009       | 03  | Pupil doskonały                  | Willa's Top Dogs                 |
|                  |     |                                  |                                  |
| 04.06.2009       | 04  | Ola na scenie                    | Willa sets the Stage             |
| 04.06.2009       | 04  | Camping na odludziu              | Willa in the Wilderness          |
|                  |     |                                  |                                  |
| 05.06.2009       | 05  | Wszędzie pełno Oli               | Willa Willa Everywhere           |
| 05.06.2009       | 05  | Imprezowe zwierzaki              | Party Animals                    |
|                  |     |                                  |                                  |
| 06.06.2009       | 06  | Nieznośny misio                  | Unbearable Bear                  |
| 06.06.2009       | 06  | Zbiórka datków                   | Willa's Fun Raiser               |
|                  |     |                                  |                                  |
| 07.06.2009       | 07  | Aligator zjadł moją pracę domową | An Alligator ate my Homework     |
| 07.06.2009       | 07  | Prace budowlane                  | Hammering Away                   |
|                  |     |                                  |                                  |
| 08.06.2009       | 08  | Ukryty prezent                   | Hidden Treasure                  |
| 08.06.2009       | 08  | Wysoko w górę                    | Up, Up and Away                  |
|                  |     |                                  |                                  |
| 09.06.2009       | 09  | Sztuka znikania                  | Disappearing Act                 |
| 09.06.2009       | 09  | Wielkanocna niespodzianka        | Great Eggspectations             |
|                  |     |                                  |                                  |
| 10.06.2009       | 10  | To dochodzi ze strychu           | It Came From the Attic           |
| 10.06.2009       | 10  | Za płotem                        | Over the Fence                   |
|                  |     |                                  |                                  |
| 11.06.2009       | 11  | Autobusowa afera                 | The Jenny Bus Fuss               |
| 11.06.2009       | 11  | Kołysanka na dobranoc            | Willa's Bedtime Story            |
|                  |     |                                  |                                  |
| 12.06.2009       | 12  | Ty taka nie byłaś                | Baby it's You                    |
| 12.06.2009       | 12  | Króliczy kapelusz                | Willa's Bad Hare Day             |
|                  |     |                                  |                                  |
| 13.06.2009       | 13  | Dziennik Oli                     | Willa's Journal                  |
| 13.06.2009       | 13  | Reportaż                         | Willa's Wild News                |
|                  |     |                                  |                                  |
| 14.06.2009       | 14  | Pajęczyca                        | Spider Girl                      |
| 14.06.2009       | 14  | Ola na lodzie                    | Willa on Ice                     |
|                  |     |                                  |                                  |
| 15.06.2009       | 15  | Nauka tańca                      | Pas de Dooley                    |
| 15.06.2009       | 15  | Doskonali partnerzy              | Perfect Partners                 |
|                  |     |                                  |                                  |
| 16.06.2009       | 16  | Nie możesz jechać                | Don't Let Go                     |
| 16.06.2009       | 16  | Dzień u weterynarza              | Vet for a Day                    |
|                  |     |                                  |                                  |
| 17.06.2009       | 17  | Niepokorne królestwo Oli         | Willa's Not So Peaceable Kingdom |
| 17.06.2009       | 17  | Idź spać Albercie                | Go to Sleep Bert!                |
|                  |     |                                  |                                  |
| 18.06.2009       | 18  | Pielęgniarka Ola                 | Nurse Willa                      |
| 18.06.2009       | 18  | Ola i Julek siedzą na drzewie    | Willa & Dooley Sitting In a Tree |
|                  |     |                                  |                                  |
| 19.06.2009       | 19  | Dobra gospodyni                  | Company's Coming                 |
| 19.06.2009       | 19  | Muszę urosnąć                    | Growing Pains                    |
|                  |     |                                  |                                  |
| 20.06.2009       | 20  | Nagrody Oli                      | Willa Awards                     |
| 20.06.2009       | 20  | Zjeżdżać albo nie zjeżdżać       | To Ski Or Not To Ski             |
|                  |     |                                  |                                  |
| 21.06.2009       | 21  | Dobra wiadomość                  | Dad's Big News                   |
| 21.06.2009       | 21  | Instruktorka fitness             | Little Miss Fitness              |
|                  |     |                                  |                                  |
| 22.06.2009       | 22  | W skórze aligatora               | Walk A Mile In Alligator Shoes   |
| 22.06.2009       | 22  | Opowieść morsa                   | A Tall Walrus Tale               |
|                  |     |                                  |                                  |
| brak danych      | 23  | Dziewczynka, która udawała       | The Girl Who Cried Ouch          |
| brak danych      | 23  | Gdy nie ma taty                  | When Dad's Away                  |
|                  |     |                                  |                                  |
| brak danych      | 24  | Skrzydlaci przyjaciele           | Feathered Friends                |
| brak danych      | 24  | Zapomnieć o Sarze                | Forgetting Sara                  |
|                  |     |                                  |                                  |
| brak danych      | 25  | Impreza piżamowa                 | Willa's Sleepover                |
| brak danych      | 25  | Latająca Ola                     | High Flying Willa                |
|                  |     |                                  |                                  |
| brak danych      | 26  | Wielki brat Gustaw               | Big Brother Gus                  |
| brak danych      | 26  | Fascynujące życie Oli            | Willa's Wonderful Life           |
|                  |     |                                  |                                  |